# الفایده
ال فایداه یک منطقهٔ مسکونی در عربستان سعودی است که در استان مکه واقع شده‌است.